# Alyssum baumgartnerianum
Alyssum baumgartnerianum là một loài thực vật có hoa trong họ Cải. Loài này được Bornm. ex Baumg. mô tả khoa học đầu tiên năm 1911.